# North Sewickley
North Sewickley  è una township degli Stati Uniti d'America, nella contea di Beaver nello Stato della Pennsylvania. Secondo il censimento del 2000 la popolazione è di 6.120 abitanti.

## Società

### Evoluzione demografica
La composizione etnica vede una prevalenza della razza bianca (98,20%) seguita da quella afroamericana (0,90%), dati del 2000.
| township di North Sewickley Popolazione |       |
| 2000                                    | 6.120 |
| Stima al 2009                           | 5.644 |